# Pilosocereus multicostatus
Pilosocereus multicostatus ist eine Pflanzenart in der Gattung Pilosocereus aus der Familie der Kakteengewächse (Cactaceae). Das Artepitheton multicostatus leitet sich von den lateinischen Worten multi- für ‚viele‘ sowie costatus für ‚gerippt‘ ab.

## Beschreibung
Pilosocereus multicostatus wächst strauchig, meist ohne deutlich ausgeprägten Stamm, verzweigt in der Nähe des Bodens und erreicht Wuchshöhen von 1,5 bis 3,5 Metern. Die aufrechten, glatten, leuchtend grünen Triebe sind schwach verholzt und weisen Durchmesser von 3,8 bis 7,5 Zentimetern auf. Es sind 18 bis 25 Rippen vorhanden. Die durchscheinenden Dornen sind goldgelb bis braun. Die 3 bis 7 aufsteigenden Mitteldornen sind 1 bis 2 Zentimeter lang. Die 15 bis 18 ausgebreiteten Randdornen sind 5 bis 10 Millimeter lang. Der blühfähige Teil der Triebe ist nicht oder nur schwach ausgeprägt. Die blühfähigen Areolen sitzen verstreut entlang der Triebe, sind aber an deren Spitze häufiger anzutreffen. Sie sind mit spärlichen grauen oder weißen langen Haaren und biegsamen goldenen Borsten von bis zu 4 Zentimetern Länge besetzt.
Die allmählich erweiterten Blüten sind bis zu 4,7 Zentimeter lang und erreichen Durchmesser von 2,9 bis 3 Zentimetern. Die niedergedrückt kugelförmigen Früchte weisen Durchmesser von 2,5 bis 3 Zentimetern auf, reißen an ihrer Basis oder der Spitze auf und enthalten ein magentafarbenes Fruchtfleisch.

## Systematik, Verbreitung und Bedrohung
Pilosocereus multicostatus ist im Nordosten des brasilianischen Bundesstaates Minas Gerais in Höhenlagen von 670 bis 900 Metern verbreitet.
Die Erstbeschreibung wurde 1979 von Friedrich Ritter veröffentlicht.
Pilosocereus multicostatus wurde in der Roten Liste gefährdeter Arten der IUCN von 2002 als „Near Threatened (NT)“, d. h. gering gefährdet, eingestuft. Im Jahr 2013 wird die Art als „Endangered (EN)“, d. h. als stark gefährdet geführt.

## Nachweise